# I Mjongdzsu
I Mjongdzsu (hangul: 이명주, handzsa: 李明柱, RR: Lee Myung-joo; 1990. április 24. -) dél-koreai labdarúgó, a szaúd-arábiai élvonalban szereplő Al Ain középpályása.

## Pályafutása

### A válogatottban
2013. június 11-én mutatkozott be a dél-koreai válogatottban a 2014-es világbajnokság selejtezőjén: az Üzbegisztán elleni győzelem során.

## Sikerei, díjai

### A válogatottban
Dél-Korea
- Ázsia-kupa ezüstérmes: 2015